# Tom Fontana
Tom Fontana (nacido el 12 de septiembre de 1951 en Búfalo, Nueva York) es un escritor y productor estadounidense. Ha participado en multitud de proyectos, entre otros, como Oz (la cual también creó), St. Elsewhere, Homicide: Life on the Street y El cuarto Rey Mago.